# Balletten danser
Balletten danser er en dansk film fra 1938.
- Manuskript Svend Gade og Povl Sabroe.
- Instruktion Svend Gade.

Blandt de medvirkende kan nævnes:
- Bodil Kjer
- Beatrice Bonnesen
- Ebbe Rode
- Aage Fønss
- John Price
- Tavs Neiiendam
- Lili Heglund